# Cremastosperma awaense
Cremastosperma awaense är en kirimojaväxtart som beskrevs av Pirie. Cremastosperma awaense ingår i släktet Cremastosperma, och familjen kirimojaväxter. Inga underarter finns listade i Catalogue of Life.